# Gauthier Fourcade
Pour les articles homonymes, voir Fourcade.
Gauthier Fourcade est un comédien, humoriste et dramaturge français né en 1962 à Oran (Algérie). Il est surtout remarqué pour ses solos d'humour poétique et philosophique.

## Parcours
Il a débuté en 1986 dans des restaurants du Quartier Latin, puis des cabarets tels que Au Lapin Agile et des cafés-théâtres, dont Le Point-Virgule. Puis dans des théâtres tels que la Manufacture des Abbesses, la Comédie-Bastille, le Théâtre Rive-Gauche, le Trianon. Télérama a systématiquement attribué la note maximale de 3T au Secret du temps plié, chaque fois qu'il a été rejoué à Paris. Dans ses débuts (Fou… comme Fourcade, 1987 ; Le Cœur sur la main, 1996), son style proche de celui de Raymond Devos le fait considérer par la presse écrite comme l'un des héritiers
À la télévision, il est intervenu de nombreuses fois dans l'émission La Classe sur FR3. Il a été un personnage récurrent (17 épisodes) de la série Faites comme chez vous ! sur M6.
À la radio, il a fait pendant deux saisons des chroniques humoristiques sur France Inter dans l'émission Déjà debout, pas encore couché ?
Ses spectacles plus récents (Si j'étais un arbre, 2000 ; Le Secret du temps plié, 2006 ; Le bonheur est à l'intérieur de l'extérieur de l'extérieur de l'intérieur, ou l'inverse, 2010 ; Liberté ! (avec un point d'exclamation), 2017) marquent progressivement l'abandon de la forme classique d'une succession de sketches au bénéfice d'une continuité de type théâtral.
Il est l'inventeur de jeux de réflexion et de stratégie, tels Yin-Yang primé au Concours international des inventeurs de jeux de Boulogne (1997) , édité chez Prise de Tête, et Atride qui figure en bonne place dans Le livre des jeux de pions  de Pierre Boutin.
Depuis l'année 2000, ses solos ont participé au total à 17 éditions du Festival d'Avignon. En 2013, le journal Télérama a placé Le Secret du temps plié en tête de ses coups de cœur pour l'ensemble du Festival d'Avignon.
Gauthier Fourcade a été intronisé par l'Académie Alphonse Allais en 2006. Il a reçu le grand prix de l'Humour noir en 2011.
Gauthier Fourcade est aussi l'auteur de plusieurs pièces de théâtre, dont L'Amicale des contrevenants, jouée au Théâtre de la Huchette à Paris, dans une mise en scène de Xavier Lemaire et édité chez Lansman en 2002, et Un certain Œdipe éditée chez Écritures théâtrales Grand-Sud-Ouest.